# Saison 2006-2007 des Canadiens de Montréal
Autres saisons
Saison précédente Saison suivante
Cette page présente la saison 2006-2007 des Canadiens de Montréal.

## Faits saillants
- Le 25 septembre 2006, un match d'exhibition historique du calendrier préparatoire entre les Sénateurs d'Ottawa et les Canadiens de Montréal est disputé dans la ville de Truro en Nouvelle-Écosse. Cet évènement fut possible grâce au concours "Hockeyville" mis sur pied par le réseau de télévision canadien CBC afin de choisir une communauté au Canada qui représentait le mieux l'esprit et la passion pour le hockey sur glace. La ville de Salmon River en Nouvelle-Écosse l'emporta parmi des centaines de villes canadiennes. Elle se mérita un fonds de 60 000 $ ($CAN) pour la rénovation de son ancien amphithéâtre et l'achat d'équipements de hockey ainsi que le privilège d'accueillir sur son territoire une partie d'exhibition du calendrier préparatoire 2006-2007 de la Ligue nationale de hockey. La partie d'exhibition fut toutefois disputée dans la ville voisine de Truro en raison de la petite taille de la patinoire de son amphithéâtre local. Plus de 2 000 personnes franchirent les tourniquets et assistèrent au match[1].

- Le 29 septembre 2006, le jeune attaquant de 19 ans Guillaume Latendresse, choix de 2e ronde, 45e au total au repêchage d'entrée amateur de la LNH 2005 des Canadiens de Montréal, est sélectionné à titre de joueur régulier. Il domine l'équipe au chapitre des points durant le calendrier préparatoire de la Ligue nationale de hockey. Il signe un contrat évalué à 850 000$ ($US) par saison pour une période de 3 ans.

- Le 21 octobre 2006, le gardien de but de l'Avalanche du Colorado José Théodore affronte pour la première fois son ancienne équipe, les Canadiens de Montréal, qui l'avaient échangé au Colorado le 8 mars 2006 en retour du gardien de but David Aebischer. Théodore alloue 8 buts sur 36 tirs, obtenant un pourcentage d'efficacité de 0,778 %, dans une défaite au compte de 8-5. Un autre retour remarqué dans la ville de Montréal fut celui de l'ancien défenseur du Canadien Patrice Brisebois, qui porta les couleurs du Tricolore pendant quinze saisons, soit de 1990 à 2004[2].

- Le 26 octobre 2006, le défenseur Andrei Markov donne la victoire à son équipe en marquant un but avec moins d'une seconde à jouer à la partie. Le Canadien triomphe des Bruins de Boston au compte de 3 à 2.

- Le 28 octobre 2006, le défenseur des Maple Leafs de Toronto Tomáš Kaberle obtient 4 points (1 but et 3 mentions d'assistance) dans une victoire de 5-4 en tirs de barrage sur les Canadiens de Montréal. Il est le premier défenseur a inscrire quatre points contre Montréal depuis la saison 2000-2001, où le défenseur Sergueï Gontchar avait édité cet exploit. Les Maple Leafs dominent le Canadien 51-22 au chapitre des tirs au but. Huit rondes de tirs de barrage seront nécessaires pour déterminer un gagnant. C'est l'attaquant Kyle Wellwood qui tranchera le débat en marquant le but décisif.

- Le 2 novembre 2006, les Canadiens obtiennent leur premier blanchissage de la saison grâce aux 31 arrêts de leur gardien Cristobal Huet et marquent deux buts en infériorité numérique dans une victoire de 4-0 aux dépens des Hurricanes de la Caroline.

## Calendrier pré-saison
- Match no 1 le 19 septembre 2006 : Bruins de Boston 5 - Canadiens de Montréal 2
- Match no 2 le 20 septembre 2006 : Bruins de Boston 3 - Canadiens de Montréal 1
- Match no 3 le 22 septembre 2006 : Canadiens de Montréal 1 - Maple Leafs de Toronto 5
- Match no 4 le 23 septembre 2006 : Maple Leafs de Toronto 4 - Canadiens de Montréal 1
- Match no 5 le 25 septembre 2006 : Canadiens de Montréal 7 - Sénateurs d'Ottawa 3
- Match no 6 le 26 septembre 2006 : Lightning de Tampa Bay 3 - Canadiens de Montréal 4
- Match no 7 le 28 septembre 2006 : Canadiens de Montréal 2 - Sénateurs d'Ottawa 5
- Match no 8 le 30 septembre 2006 : Sénateurs d'Ottawa 5 - Canadiens de Montréal 6

## Saison régulière
- Le fond vert indique une victoire du Canadien.
- Le fond rouge une défaite.
- Le fond blanc une défaite en prolongation (Pr) ou durant les phases de tir de fusillade (TF).

### Octobre
| No | Date       | Visiteur | Heure | Score | Domicile     | Pr | Gardien   | Public | Fiche | Pts | Poste de Télévision                  |
| -- | ---------- | -------- | ----- | ----- | ------------ | -- | --------- | ------ | ----- | --- | ------------------------------------ |
| 1  | 6 octobre  | Montréal | 19h30 | 4-5   | Buffalo      | TF | Huet      | 18690  | 0-0-1 | 1   | RDS, TSN, MSG Buffalo                |
| 2  | 7 octobre  | Montréal | 19h00 | 3-2   | Toronto      | TF | Aebischer | 19353  | 1-0-1 | 3   | CBC (HD), RDS                        |
| 3  | 11 octobre | Montréal | 19h30 | 3-1   | Philadelphie |    | Aebischer | 19256  | 2-0-1 | 5   | CSN Philadelphie (HD), TSN (HD), RDS |
| 4  | 14 octobre | Ottawa   | 19h00 | 3-2   | Montréal     | TF | Huet      | 21273  | 2-0-2 | 6   | CBC, RDS                             |
| 5  | 17 octobre | Calgary  | 19h30 | 4-5   | Montréal     |    | Huet      | 21273  | 3-0-2 | 8   | RDS, PPV Calgary                     |
| 6  | 18 octobre | Montréal | 20h30 | 1-2   | Chicago      |    | Aebischer | 11095  | 3-1-2 | 8   | RDS                                  |
| 7  | 21 octobre | Colorado | 19h00 | 5-8   | Montréal     |    | Aebischer | 21273  | 4-1-2 | 10  | RDS, CBC, Altitude                   |
| 8  | 23 octobre | Buffalo  | 19h00 | 4-1   | Montréal     |    | Huet      | 21273  | 4-2-2 | 10  | Versus, RDS                          |
| 9  | 26 octobre | Montréal | 19h00 | 3-2   | Boston       |    | Huet      | 13920  | 5-2-2 | 12  | NESN (HD), RDS                       |
| 10 | 28 octobre | Toronto  | 19h00 | 5-4   | Montréal     | TF | Aebischer | 21273  | 5-2-3 | 13  | RDS, CBC                             |
| 11 | 31 octobre | Ottawa   | 19h00 | 2-4   | Montréal     |    | Aebischer | 21273  | 6-2-3 | 15  | RDS, Sports Net Est                  |

### Novembre
| No | Date        | Visiteur     | Heure | Score | Domicile  | Pr | Gardien   | Public | Fiche  | Pts |                       |
| -- | ----------- | ------------ | ----- | ----- | --------- | -- | --------- | ------ | ------ | --- | --------------------- |
| 12 | 2 novembre  | Montréal     | 19h00 | 4-0   | Caroline  |    | Huet      | 16486  | 7-2-3  | 17  | RDS, FSN South        |
| 13 | 4 novembre  | New Jersey   | 19h00 | 2-1   | Montréal  |    | Huet      | 21273  | 7-3-3  | 17  | FSN New York, RDS     |
| 14 | 7 novembre  | Edmonton     | 19h30 | 2-3   | Montréal  | TF | Aebischer | 21273  | 8-3-3  | 19  | Sports Net West, RDS  |
| 15 | 11 novembre | Montréal     | 19h00 | 1-5   | Toronto   |    | Aebischer | 19501  | 8-4-3  | 19  | RDS, CBC (HD)         |
| 16 | 13 novembre | Montréal     | 19h30 | 6-3   | Ottawa    |    | Huet      | 20051  | 9-4-3  | 21  | RDS, Sports Net Est   |
| 17 | 15 novembre | Montréal     | 19h30 | 3-1   | Tampa Bay |    | Huet      | 19920  | 10-4-3 | 23  | RDS, SUN              |
| 18 | 16 novembre | Montréal     | 19h30 | 4-2   | Floride   |    | Aebischer | 13506  | 10-5-3 | 23  | RDS, FSN Florida (HD) |
| 19 | 18 novembre | Atlanta      | 19h00 | 1-3   | Montréal  |    | Huet      | 21273  | 11-5-3 | 25  | RDS                   |
| 20 | 22 novembre | Minnesota    | 19h30 | 2-4   | Montréal  |    | Huet      | 21273  | 12-5-3 | 27  | RDS                   |
| 21 | 24 novembre | Montréal     | 20h00 | 2-1   | Buffalo   | Pr | Huet      | 18690  | 13-5-3 | 29  | MSG Buffalo, RDS      |
| 22 | 25 novembre | Philadelphie | 19h00 | 4-2   | Montréal  |    | Aebischer | 21273  | 13-6-3 | 29  | CBC, RDS, WPSG        |
| 23 | 28 novembre | Floride      | 19h30 | 0-1   | Montréal  | TF | Huet      | 21273  | 14-6-3 | 31  | RDS, FSN Florida      |
| 24 | 30 novembre | Montréal     | 19h00 | 2-4   | Caroline  |    | Huet      | 13103  | 14-7-3 | 31  | FSN Caroline, RDS     |

### Décembre
| No | Date        | Visiteur     | Heure | Score | Domicile     | Pr | Gardien   | Public | Fiche   | Pts | Poste de Télévision                          |
| -- | ----------- | ------------ | ----- | ----- | ------------ | -- | --------- | ------ | ------- | --- | -------------------------------------------- |
| 25 | 2 décembre  | Toronto      | 19h00 | 3-4   | Montréal     | TF | Huet      | 21273  | 15-7-3  | 33  | CBC, RDS                                     |
| 26 | 4 décembre  | Boston       | 19h00 | 6-5   | Montréal     |    | Aebischer | 21273  | 15-8-3  | 33  | RDS, Versus                                  |
| 27 | 6 décembre  | Montréal     | 19h30 | 1-2   | New Jersey   | Pr | Aebischer | 10986  | 15-8-4  | 34  | RDS, FSN New York                            |
| 28 | 7 décembre  | Montréal     | 19h30 | 4-2   | NY Islanders |    | Huet      | 9551   | 16-8-4  | 36  | RDS, FSN New York                            |
| 29 | 9 décembre  | Buffalo      | 19h00 | 3-2   | Montréal     | TF | Huet      | 21273  | 16-8-5  | 37  | MSG Buffalo, RDS                             |
| 30 | 12 décembre | Boston       | 19h30 | 4-3   | Montréal     |    | Aebischer | 21273  | 17-8-5  | 39  | NESN (HD), RDS                               |
| 31 | 14 décembre | Tampa Bay    | 19h30 | 2-4   | Montréal     |    | Huet      | 21273  | 18-8-5  | 41  | RDS, SUN                                     |
| 32 | 16 décembre | Pittsburgh   | 19h00 | 3-6   | Montréal     |    | Huet      | 21273  | 19-8-5  | 43  | FSN Pittsburgh, CBC, RDS                     |
| 33 | 19 décembre | Montréal     | 19h00 | 5-2   | Buffalo      |    | Huet      | 18690  | 20-8-5  | 45  | RDS, MSG Buffalo                             |
| 34 | 21 décembre | Philadelphie | 19h30 | 2-4   | Montréal     |    | Aebischer | 21273  | 21-8-5  | 47  | RDS, CSN Philadelphie                        |
| 35 | 23 décembre | Montréal     | 19h00 | 2-4   | Boston       |    | Huet      | 17565  | 21-9-5  | 47  | NESN (HD), RDS                               |
| 36 | 27 décembre | Montréal     | 19h30 | 4-1   | Washington   |    | Huet      | 15609  | 22-9-5  | 49  | RDS, TSN (HD), CSN District de Columbia (HD) |
| 37 | 29 décembre | Montréal     | 19h00 | 1-3   | Floride      |    | Huet      | 19772  | 22-10-5 | 49  | RDS                                          |
| 38 | 30 décembre | Montréal     | 19h30 | 1-3   | Tampa Bay    |    | Huet      | 21120  | 22-11-5 | 49  | RDS, HD Net, SUN, CBC                        |

### Janvier
| No | Date       | Visiteur   | Heure | Score | Domicile     | Pr | Gardien   | Public | Fiche   | Pts | Poste de Télévision         |
| -- | ---------- | ---------- | ----- | ----- | ------------ | -- | --------- | ------ | ------- | --- | --------------------------- |
| 39 | 2 janvier  | Tampa Bay  | 19h30 | 2-5   | Montréal     |    | Huet      | 21273  | 23-11-5 | 51  | RDS                         |
| 40 | 4 janvier  | Montréal   | 19h00 | 1-5   | Washington   |    | Huet      | 11287  | 23-12-5 | 51  | RDS, NC8 (HD)               |
| 41 | 6 janvier  | NY Rangers | 15h00 | 4-3   | Montréal     |    | Aebischer | 21273  | 23-13-5 | 51  | CBC, RDS, MSG               |
| 42 | 7 janvier  | New Jersey | 15h00 | 3-0   | Montréal     |    | Huet      | 21273  | 23-14-5 | 51  | RDS, TSN (HD), FSN New York |
| 43 | 9 janvier  | Atlanta    | 19h00 | 2-4   | Montréal     |    | Huet      | 21273  | 24-14-5 | 53  | RDS                         |
| 44 | 11 janvier | Montréal   | 19h00 | 4-2   | Philadelphie |    | Aebischer | 19411  | 25-14-5 | 55  | RDS, CSN Philadelphie (HD)  |
| 45 | 13 janvier | Montréal   | 14h00 | 3-8   | Ottawa       |    | Huet      | 20038  | 25-15-5 | 55  | CBC, RDS                    |
| 46 | 15 janvier | Montréal   | 19h00 | 0-2   | Détroit      |    | Aebischer | 20066  | 25-16-5 | 55  | Versus (HD), TSN (HD), RDS  |
| 47 | 16 janvier | Vancouver  | 19h30 | 4-0   | Montréal     |    | Huet      | 21273  | 25-17-5 | 55  | RDS, Sports Net Pacifique   |
| 48 | 18 janvier | Montréal   | 19h00 | 4-1   | Atlanta      |    | Huet      | 14025  | 26-17-5 | 57  | SportSouth, RDS, HD Net     |
| 49 | 20 janvier | Buffalo    | 19h00 | 3-4   | Montréal     |    | Huet      | 21273  | 27-17-5 | 59  | CBC, RDS, MSG Buffalo       |
| 50 | 27 janvier | Montréal   | 19h00 | 1-4   | Toronto      |    | Huet      | 19508  | 27-18-5 | 59  | CBC (HD), RDS               |
| 51 | 29 janvier | Ottawa     | 19h30 | 3-4   | Montréal     |    | Huet      | 21273  | 28-17-5 | 61  | RDS, A-Ottawa               |

### Février
| No | Date        | Visiteur     | Heure | Score | Domicile     | Pr | Gardien   | Public | Fiche   | Pts | Poste de Télévision                |
| -- | ----------- | ------------ | ----- | ----- | ------------ | -- | --------- | ------ | ------- | --- | ---------------------------------- |
| 52 | 1er février | Montréal     | 19h30 | 4-5   | Pittsburgh   | TF | Aebischer | 17 132 | 28-18-6 | 62  | RDS, TSN (HD), FSN Pittsburgh (HD) |
| 53 | 3 février   | NY Islanders | 14h00 | 4-2   | Montréal     |    | Huet      | 21 273 | 28-19-6 | 62  | FSN New York, RDS, CBC             |
| 54 | 4 février   | Pittsburgh   | 14h00 | 3-4   | Montréal     | Pr | Aebischer | 21 273 | 29-19-6 | 64  | CBC (HD), RDS, FSN Pittsburgh      |
| 55 | 6 février   | Caroline     | 19h30 | 2-1   | Montréal     |    | Aebischer | 21 273 | 29-20-6 | 64  | RDS                                |
| 56 | 8 février   | Montréal     | 19h30 | 1-4   | Ottawa       |    | Huet      | 19 915 | 29-21-6 | 64  | RDS, A-Ottawa                      |
| 57 | 10 février  | Ottawa       | 19h00 | 5-3   | Montréal     |    | Aebischer | 21 273 | 29-22-6 | 64  | CBC, RDS                           |
| 58 | 13 février  | Floride      | 19h00 | 1-0   | Montréal     |    | Huet      | 21 273 | 29-23-6 | 64  | RDS, FSN Florida                   |
| 59 | 14 février  | Montréal     | 19h30 | 2-5   | New Jersey   |    | Huet      | 7 515  | 29-24-6 | 64  | FSN New York, RDS                  |
| 60 | 17 février  | Caroline     | 19h00 | 5-3   | Montréal     |    | Aebischer | 21 273 | 29-25-6 | 64  | RDS, CBC, FSN Caroline             |
| 61 | 18 février  | Montréal     | 18h00 | 3-2   | Columbus     |    | Halak     | 16 116 | 30-25-6 | 66  | RDS, FSN Ohio (HD)                 |
| 62 | 20 février  | Washington   | 19h30 | 3-5   | Montréal     |    | Halak     | 21 273 | 31-25-6 | 68  | CSN District de Columbia, RDS      |
| 63 | 22 février  | Montréal     | 20h00 | 6-5   | Nashville    | TF | Halak     | 15 808 | 32-25-6 | 70  | RDS                                |
| 64 | 24 février  | Montréal     | 13h00 | 2-3   | NY Islanders |    | Halak     | 16 234 | 32-26-6 | 70  | RDS, MSG                           |
| 65 | 26 février  | Toronto      | 19h00 | 4-5   | Montréal     |    | Aebischer | 21 273 | 33-26-6 | 72  | TSN (HD), RDS                      |
| 66 | 27 février  | Montréal     | 19h00 | 0-4   | NY Rangers   |    | Halak     | 18 200 | 33-27-6 | 72  | RDS, MSG                           |

### Mars
| No | Date    | Visiteur     | Score | Heure | Domicile    | Pr | Gardien   | Public | Fiche   | Pts | Poste de Télévision              |
| -- | ------- | ------------ | ----- | ----- | ----------- | -- | --------- | ------ | ------- | --- | -------------------------------- |
| 67 | 2 mars  | Montréal     | 20h00 | 5-8   | Buffalo     |    | Aebischer | 18 690 | 33-28-6 | 72  | MSG Buffalo, RDS                 |
| 68 | 3 mars  | Montréal     | 19h00 | 1-3   | Boston      |    | Halak     | 17 565 | 33-29-6 | 72  | NESN (HD), RDS                   |
| 69 | 8 mars  | Montréal     | 19h00 | 2-6   | Atlanta     |    | Halak     | 14 528 | 33-30-6 | 72  | RDS                              |
| 70 | 10 mars | Montréal     | 20h00 | 4-3   | Saint-Louis |    | Aebischer | 19 421 | 34-30-6 | 74  | RDS, KPLR                        |
| 71 | 13 mars | NY Islanders | 19h30 | 3-5   | Montréal    |    | Aebischer | 21 273 | 35-30-6 | 76  | FSN New York, RDS                |
| 72 | 16 mars | Montréal     | 19h30 | 3-6   | Pittsburgh  |    | Aebischer | 17 132 | 35-31-6 | 76  | RDS, FSN Pittsburgh (HD), HD Net |
| 73 | 17 mars | Toronto      | 19h00 | 2-3   | Montréal    | TF | Halak     | 21 273 | 36-31-6 | 78  | CBC (HD), RDS                    |
| 74 | 20 mars | Boston       | 19h00 | 0-1   | Montréal    |    | Halak     | 21 273 | 37-31-6 | 80  | NESN (HD), RDS                   |
| 75 | 22 mars | Montréal     | 19h00 | 6-3   | Boston      |    | Halak     | 17 026 | 38-31-6 | 82  | NESN (HD), RDS, TSN              |
| 76 | 24 mars | Washington   | 19h00 | 1-4   | Montréal    |    | Halak     | 21 273 | 39-31-6 | 84  | CSN District de Columbia, RDS    |
| 77 | 27 mars | Rangers      | 19h30 | 4-6   | Montréal    |    | Halak     | 21 273 | 40-31-6 | 86  | RDS, MSG                         |
| 78 | 30 mars | Montréal     | 19h30 | 2-5   | Ottawa      |    | Halak     | 20 185 | 40-32-6 | 86  | RDS, Sports Net Est              |
| 79 | 31 mars | Buffalo      | 19h00 | 3-4   | Montréal    |    | Halak     | 21 273 | 41-32-6 | 88  | RDS, MSG Buffalo                 |

### Avril
| No | Date    | Visiteur | Heure | Score | Domicile   | Pr | Gardien | Public | Fiche   | Pts | Poste de Télévision |
| -- | ------- | -------- | ----- | ----- | ---------- | -- | ------- | ------ | ------- | --- | ------------------- |
| 80 | 3 avril | Boston   | 19h30 | 0-2   | Montréal   |    | Halak   | 21 273 | 42-32-6 | 90  | NESN (HD), RDS      |
| 81 | 5 avril | Montréal | 19h00 | 1-3   | NY Rangers |    | Halak   | 18 200 | 42-33-6 | 90  | RDS, MSG            |
| 82 | 7 avril | Montréal | 19h00 | 5-6   | Toronto    |    | Huet    | 19 723 | 42-34-6 | 90  | CBC, RDS            |